# アクアマリンのままでいて
「アクアマリンのままでいて」は、日本のAORバンドであるカルロス・トシキ&オメガトライブの2枚目、1986オメガトライブから数えると通算7枚目のシングルである。
カルロス・トシキ&オメガトライブに改名後の代表曲として広く認知されている曲であり、改名前の大ヒット曲「君は1000%」と並ぶ代表曲として知られている。

## 解説
フジテレビ系ドラマ『抱きしめたい!』のオープニング曲。これより前に発売されているシングルよりも売上枚数は良くないがヒットし、1986年の「君は1000%」と並んでカルロス・トシキボーカルの代表曲となったため、他社から発売されたオムニバスアルバムでは、カルロス・トシキ&オメガトライブ限定の曲の中では多く収録されている。
オリジナル・アルバムには『be yourself』にリアレンジされたものが収録され、オリジナルは後に発売されたボックス・セット『1986 OMEGA TRIBE CARLOS TOSHIKI&OMEGA TRIBE COMPLETE BOX "Our Graduation"』に収録された。
アルバム『be yourself』に収録されている「失恋するための500のマニュアル」においては、一部のコーラスにこの曲のサビの部分を流用している。
前作では発売されなかったシングルカセットも、本作品では発売された。
オリコン及びランキング番組で上位10位以内にランクインされたのは、この曲が最後となった。
2000年『あの人は今!?』に、カルロスが来日、12年ぶりにテレビ出演した際、「君は1000%」とこの曲をメドレーで歌唱した。

## 収録曲
1. アクアマリンのままでいて
  - 作詞: 売野雅勇、作曲: 和泉常寛、編曲: 新川博・JERRY HEY
    - フジテレビ系ドラマ『抱きしめたい!』主題歌
2. 海流のなかの島々
  - 作詞:田口俊、作曲: 和泉常寛・新川博、編曲: 新川博
  - 作曲家の和泉常寛は、「オメガトライブの作品で好きな作品は?」と聞かれた際に、この曲を最初に挙げている[1]。

## オムニバスアルバムに収録
- '80sドラマ・ソングブック（2000年5月24日、バップ）
- ベスト・セレクト・ライブラリー2003 決定版!懐かしのテレビテーマ・ベストヒッツ〜English Vocal Version〜（2003年5月16日、キングレコード）
- LOVE STORIES II （2003年10月1日、ポニーキャニオン）
- LOVERS COVERS SWEET（2008年11月19日、ポニーキャニオン）
- LOVERS COVERS QUICK‐MIX（2009年5月20日、ポニーキャニオン）
- Around40 〜サマフォー〜（2009年6月17日、ソニー・ミュージックダイレクト）
- 決定盤!!ドラマの時代 ベスト（2009年10月7日、ポニーキャニオン）
- J-POP STATION
- ALWAYS WITH YOU 〜いつも心に青春の歌〜
- Hits on TV
- J-POPリフレイン〜時代を超えたBEST SONGS〜

## Every Little Thingのカバー
『アクアマリンのままでいて』はEvery Little Thingの配信限定シングル

### 解説
シングルとしては『ハリネズミの恋』より約3か月ぶりとなる。
本作は『抱きしめたい! Forever』の主題歌としてのタイアップが付いており、本作の原曲のアレンジやサントラを一貫して担当したピチカートファイブの小西康陽が本作の発売にあたり、新たにアレンジし直しており「今回、締め切りギリギリになるまでアレンジのアイデアが出てくるのを待っていたんですが、持田香織さんと行ったカラオケで歌った「アクアマリン」を聴いていると、すんなりとアレンジが思い付いて滞りなく完成に至らせる事ができましたね。とても手応えを感じる仕上がりになったと思います。」と語っている。また、今回、Every Little Thingとの共同作業を経て「レコーディングを終えた後に「自分もEvery Little Thingのメンバーになりたいな。」と思えるくらいにご一緒して強く思いましたね。また、機会があったらお二人と是非またやりたいと思いましたね。」と語っている。
ELTメンバーは「この曲は自分達にとっても懐かしさと当時の思い出がいっぱいつまった1曲となっていました。今回、小西さんとの共同作業を行いましたが、普段自分達ではあまり用いない楽器を用いたりして、とても新鮮な気持ちでレコーディングすることができました。この曲を含め、ドラマの放送が待ち遠しく思います。」と語っている。
『抱きしめたい!』の演出を担当した河毛俊作は本作とELTを起用した理由に関して「前回の放送から25年の歳月を経て前回は、カルロス・トシキの男性ボーカルが本作を歌っていましたが、今回は女性ボーカルでこの曲が訊いてみたいなと思いました。その中で主演の浅野温子さんと、浅野ゆう子さんのお二人が年を重ねたからこそ持てる透明感と、夏の終わりを感じさせてくれるような空気間をELTさんが見事に演出、表現をしてくれました。」と語っている。
本作は後に7インチ・アナログとしても発売がなされた。
本作は後に発売された11thアルバム『FUN-FARE』にてELTの作品としては初のCD化がなされた。

### 収録曲
1. アクアマリンのままでいて
作詞：Masao Urino / 作曲：Tetsuhiro Izumi / 編曲：Yasuharu Konishi
フジテレビ系列ナショナル木曜劇場『抱きしめたい! Forever』主題歌

## カバー
- 2014年2月19日発売されたアルバム『FUN-FAREl』で Every Little Thing がカバー。
- 2014年10月29日発売のシティ・ポップのカバーアルバム『TWILIGHT TIME』で、参加アーティストの1人である一十三十一がカバー[1]。
- 2017年2月22日に発売された、作詞の売野雅勇の作詞活動35周年を記念した収録曲全曲を売野が作詞した楽曲のカバーアルバム『真夏のイノセンス 作詞家・売野雅勇 Hits Covers』で、参加アーティストの1人であるミズノマリ（paris match)がカバー[2]。
- 2020年10月28日、藤井隆のプロデュースアルバム『SLENDERIE ideal』で、参加アーティストのレイザーラモンRGがカバー。